# Membranipora eriophoroidea
Membranipora eriophoroidea är en mossdjursart som beskrevs av Liu 1992. Membranipora eriophoroidea ingår i släktet Membranipora och familjen Membraniporidae. Inga underarter finns listade i Catalogue of Life.